# ルノーコリア・QM6
QM6（キューエムシックス）は、韓国の自動車メーカー、ルノーコリアが生産・販売するクロスオーバーSUV。

## 概要
2016年4月、北京モーターショー2016にて親会社のルノーが新型「コレオス」を発表。
同年5月に、翌6月から開催する釜山モーターショー2016にコレオスのルノーサムスン（当時）版を「QM6」の名で発表することがアナウンスされ、6月2日のプレスデーで初披露。事実上、QM5の後継車種となる。
「QM6」の名はあくまで韓国市場のみで使われ、それ以外の市場では2代目「ルノー・コレオス（通称：コレオスII）」の名で販売される。また、ベース車両であるSM6ならびにルノー・タリスマンはブランドや仕向地に応じて生産拠点が異なるが、QM6はコレオスとともに、すべて釜山工場製となり、世界80カ国以上に輸出される計画である。

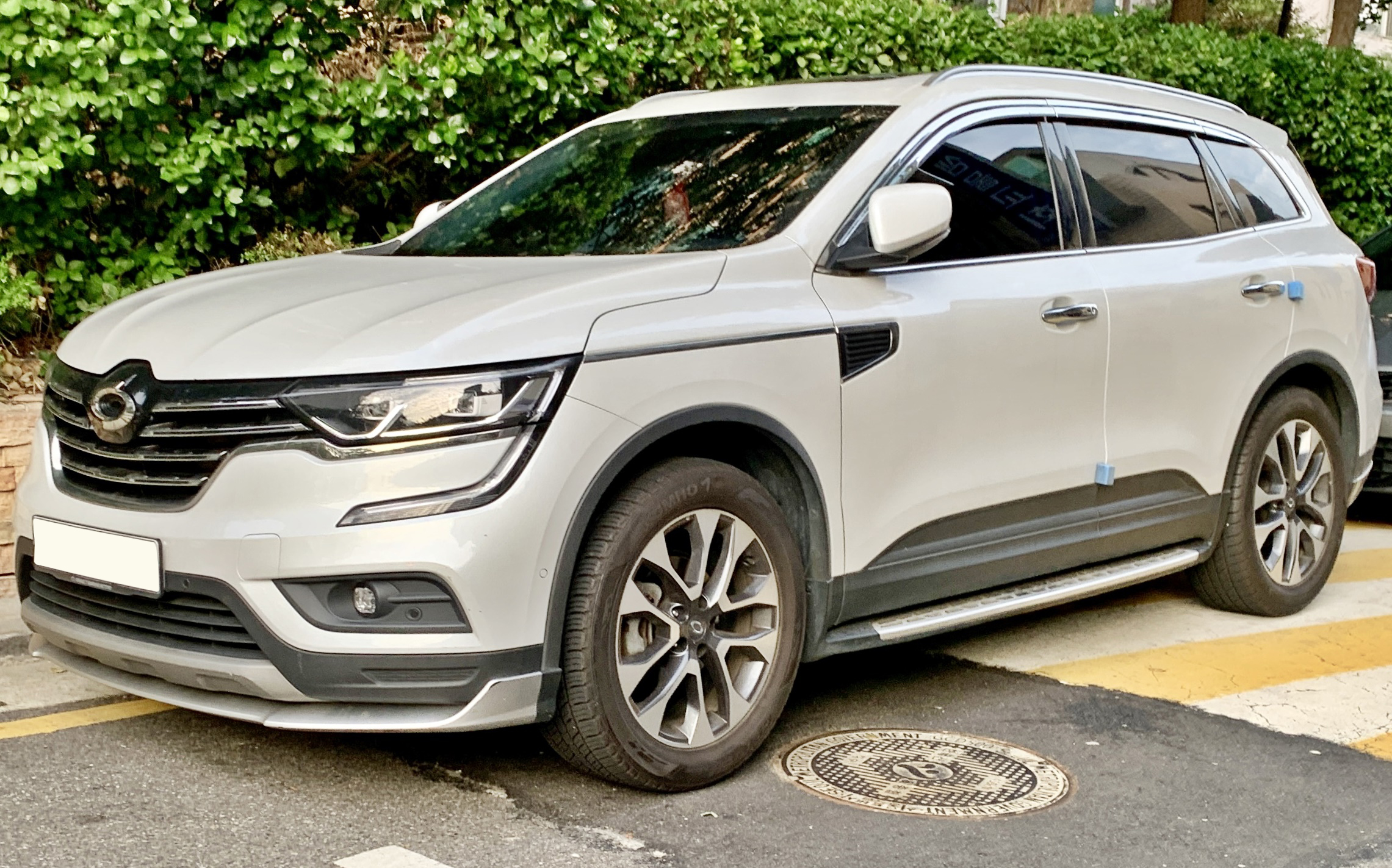
釜山モーターショー2016出品車（プロトタイプ）
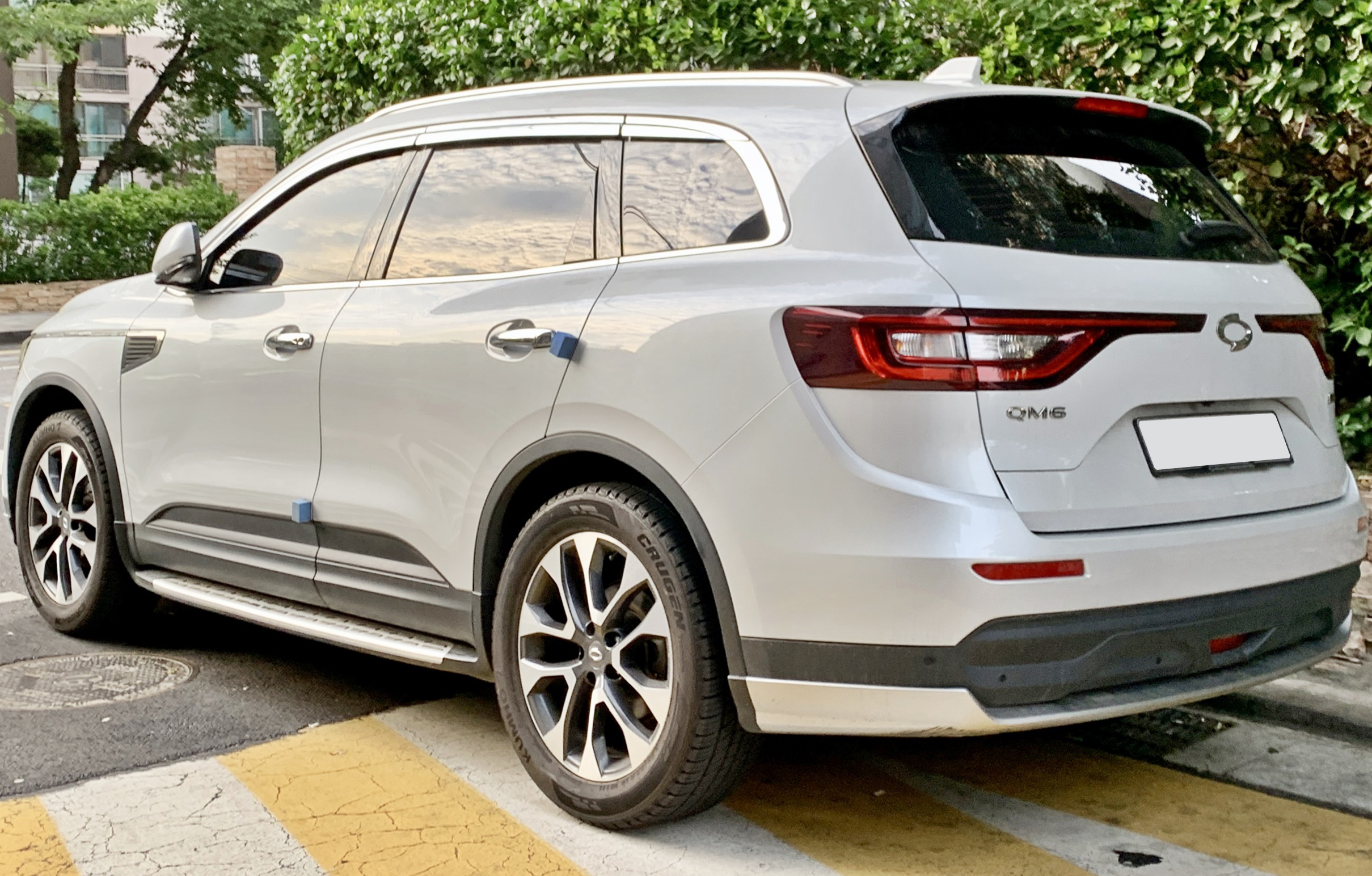

## メカニズム
開発はルノーサムスン主導の下、ベースとなったT32型エクストレイル同様、CMF C/Dを核とした日産自動車の主要メカニズムを活かしてルノーと共同にて行われた。エクステリアおよびインテリアデザインについても、ルノーのアジア地域におけるハブ的役割を持つ京畿道の器興研究所（ルノーデザインアジアスタジオ）が中心となって進められた。ルノーのデザイン部であるローレンス・ヴァン・デン・アッカーの提唱する近年のデザインアイコン「サイクル・オブ・ライフ」に則ったデザインを採用するとともに、最新のデザインアイコンであるL字型のLEDを左右ヘッドライト下に配置している。
駆動方式は前輪駆動（FF）のほか、日産が開発した「オールモード4X4-i」と呼ばれる4輪駆動（4WD）システムを用意する。
エンジンはルノー製2.0L・M9Rもしくは日産製2.0L・M5Rを用意し、いずれにもジヤトコ製エクストロニックCVTを組み合わせる。
ABSや両席エアバッグの他、AEBS（アクティブ・エマージェンシー・ブレーキ・システム）、走行中の前方との距離を知らせるDW（ディスタンス・ワーニング）、車線のふらつきを抑制するLDW（レーン・デパーチャ・ワーニング）、BSW（ブラインド・スポット・ワーニング）、パークアシスト、アダプティブクルーズコントロール、運転席前に設置されるヘッドアップディスプレイなどといった安全装備も積極的に投入される一方で、大型ガラスサンルーフやS-Link（R-Linkのルノーサムスン版）対応8.7インチディスプレイ、リモコンキーを所持したままゲート下に足をかざすだけでゲートを開くことが可能な「マジックゲート」を備えた。
コレオスには仕向け地により、3列シート仕様（7人乗り）も用意されるが、QM6は2列シート仕様と1列シート仕様（クエスト）の2種である。

## 歴史

### 初代（HZG型、2016年- ）
- 2016年9月2日 - コレオスに先駆けて韓国で発表・販売開始。全車2.0L直噴ターボディーゼルエンジン（dCi）+ジヤトコ製エクストロニックCVT（7速モード付）との組み合わせとなる。
- 2017年9月1日 - 2018モデルに移行。安全性能を向上させるとともに、2.0L直噴ガソリンエンジン（GDe）仕様を追加。
- 2018年5月8日 - 2019モデルに移行。2.0・GDeにも「RE Signature」を追加するとともに、同グレードにオプションでブラックナッパレザー、前席プレステージヘッドレスト等から構成される「プレミアムインテリアパッケージ」を用意。S-LinkはAppleカープレイ対応型に進化し、フロントウインドーは全車遮音・遮熱型となった。また、4WD車のフロントフェンダー両側には新たに「ALL MODE 4x4-i」エンブレムを装着。
- 2019年
  - 6月17日 -「THE NEW QM6」としてマイナーチェンジ。バンパー、アルミホイールのデザインを変更。パワートレインはディーゼルエンジンを廃止する代わりに、韓国車SUVでは初となるLPG車「LPe」を新たに設定。ルノーサムスン独創の「ドーナツタンク®」を搭載することで、カーゴルームを犠牲にすることなくLPG化することに成功している。同時に、オールモード4x4-i車も廃止。また、新たに障碍者や事業者を対象とした「免税仕様」をLPe車に用意。
  - 9月2日 - 150PSを誇る新開発の1.7L・dCiと190PSを誇る改良型2.0L・dCiを追加し、オールモード4x4-i（2.0dCiとの組み合わせのみ）も加えたことで、3カ月ぶりにディーゼルと4WDがラインアップに復活。
- 2020年11月6日 - 2度目のマイナーチェンジ。フロントマスクを改良。ヘッドライトは5つのシーケンシャルLED（ダイナミックターンランプ）を配列したピュアビジョンヘッドライトを採用し、グリルにはルノーサムスンの新しいデザインアイデンティティである「クォンタムウイング」を採用した上で、中央下部に「QM6」のロゴを加え、存在感を際立たせた。また、リヤコンビネーションレンズも5つのシーケンシャルLEDを内蔵した新デザインとしている。ボディカラーは新たにビンテージレッドやメゾンブルーを加えた計7色構成。LPeにも「PREMIERE」を追加。なお、この改良によりディーゼルとオールモード4x4-iが一旦ラインアップから落ちている。
- 2021年3月30日 - 一部改良。「RE Signature」がラインナップから落ち、入れ替わりに4WD（オールモード4X4-i、2.0Lディーゼルのみの設定）が復活。
- 2022年3月16日 - 社名変更に伴い、車名も「ルノーコリア・QM6」に変更。
- 2023年3月3日 - シリーズ全体を小改良。同時に、2人乗りモデル「QM6クエスト」を追加。クエストは既存モデルをベースに後席、後席パワーウインドーなどを撤去し、代わりに前席との仕切り版、ガラスガードバー、デジタルルームミラー等を追加したことで商用車登録とし、税制面で有利な仕様とした。尚、搭載するエンジンは2.0LのLPeのみで、最大積載量は300㎏である。尚、同月をもって兄弟車のコレオスは6代目エスパスに吸収統合されたが、QM6はコレオス終了後も生産を続ける。
- 2024年4月4日 - 社名がルノーコリア自動車からルノーコリアに変更されたことに伴い、車名を「ルノー・QM6」へと変更。

## 車名の由来
車名の「QM6」とは追求を意味する「Quest」、ドライブを意味する「Motoring」のそれぞれの頭文字、6は中型車と準大型車の中間を狙ったセグメントであることを意味する。